# Ecnomus tenellus
Ecnomus tenellus là một loài Trichoptera trong họ Ecnomidae. Loài này phân bố ở Oriëntaals en het vùng cổ bắc giới.